# 캄파니아 루이지 반비텔리 대학교
캄파니아 루이지 반비텔리 대학교(이탈리아어: SUniversità degli Studi della Campania "Luigi Vanvitelli")는 1991년 후반에 설립된 이탈리아 연구 대학이다. 본교는 카세르타에 있지만, 학술 부서는 나폴리, 아베르사, 카푸아, 산타 마리아 카푸아 베테레에 있는 일련의 역사적이고 현대적인 건물에도 위치해 있다.
이전에는 나폴리 페데리코 2세 대학교의 과부하를 줄이기 위해 설립되었기 때문에 나폴리 제2대학교(이탈리아어: Seconda Università degli Studi di Napoli)로 명명되었다.

## 같이 보기
- 국제 의학 입학 시험
- 지속적으로 운영되고 있는 가장 오래된 대학 목록